# Nukutepipi
Nukutepipi (auch Nukutipipi, alter Name: Margaret Island) ist ein kleines, unbewohntes Atoll im Tuamotu-Archipel im Pazifischen Ozean. Politisch gehört es zu Französisch-Polynesien und ist dort der Gemeinde Hao zugeordnet, und darin der Teilgemeinde (commune associée) Héréhérétué.
Nukutepipi liegt etwa 30 km südöstlich des benachbarten Atolls Anuanurunga und ist damit das südöstlichste Atoll der Gruppe der Îles du Duc de Gloucester. Nukutepipi ist ein leicht elliptisches Atoll mit weitgehend geschlossenem Saumriff, dem im Osten und Norden kleine Motus aufliegen. Die Landfläche beträgt etwa 0,6 km², die der Lagune rund 1,3 km². Auf dem östlichen Motu gibt es eine Landebahn.

## Sonstiges
Im November 2019 wurde Guy Laliberté, ein kanadischer Künstler, Milliardär, Weltraumtourist und Gründer des Cirque du Soleil in Französisch-Polynesien festgenommen, weil er auf seiner Privatinsel Nukutepipi Cannabis angebaut haben soll. Laliberté argumentiert mit medizinischer und rein persönlicher Verwendung.